# 梅肯巴赫
梅肯巴赫（德語：Meckenbach）是德国莱茵兰-普法尔茨州的市镇，属于巴特克罗伊茨纳赫县。该市镇总面积为6.96平方千米，截至2023年12月31日总人口为350人。